# Rendaku

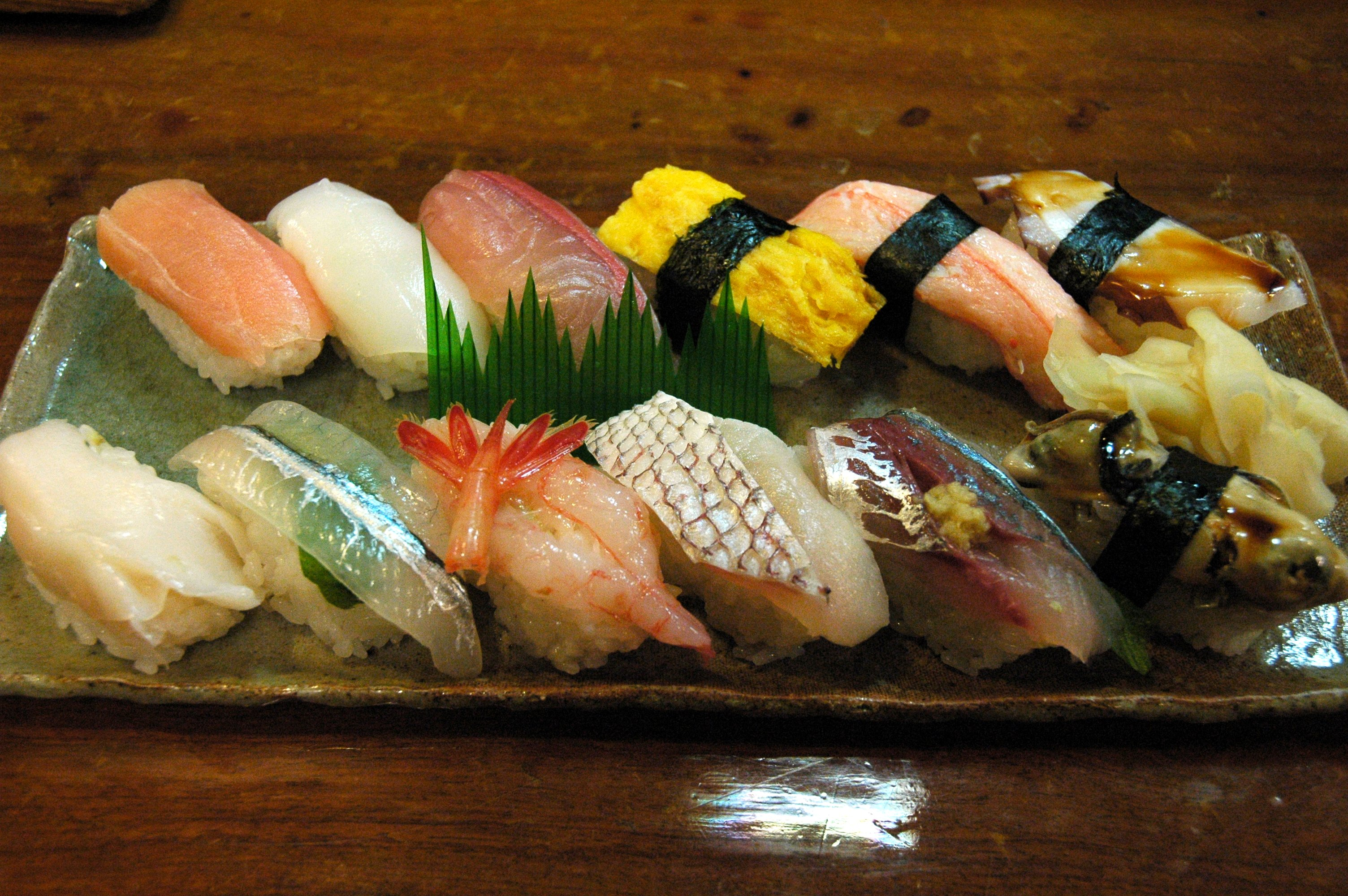
Nigirizusi. A rendaku hangváltozás miatt a szusi a nigiri előtaggal zusi ejtésűre változik

A rendaku (連濁), „szekvenciális zöngésülés” morfofonológiai jelenség, a japán nyelv egyik jellegzetessége, melynek során egy szóösszetételben a két szó határán a második tag első mássalhangzójának a zöngésülése megy végbe. Cseresnyési László nyelvész a határzönge magyar nevet adta a jelenségnek. A modern japán nyelvben a rendaku gyakori jelenség, de időnként teljesen rendszertelenül jelenik meg, egyes szavakat pedig egyáltalán nem érint. A kandzsi írásmód nem jelöli a rendakut, a kana viszont igen, dakutennel.

## Eredete
A rendaku a őshonos japán szavak esetében automatikus és kiszámítható jelenség volt, egy elmélet szerint valószínűleg azért jött létre, hogy megkülönböztesse a szóösszetételeket a szóismétlésektől és a listázásoktól. Például a hitobito (ひとびと) azt jelenti, „emberek”, míg a hito hito (ひと、ひと) azt jelenti, „egy ember, egy másik ember”. Az eredeti japán szavak soha nem kezdődnek akadályhanggal vagy szibilánsokkal (b, d, g, z, stb.), így a rendaku nem okozott félreértéseket. Amikor azonban a japán elkezdett a kínai nyelvből átvenni szavakat, a rendaku kiszámíthatatlanná vált. A kínai szavak ugyanis kezdődhetnek zöngés mássalhangzóval, így ha a rendaku rájuk is vonatkozna, az félreértésekhez vezetne (például: 試験 siken: vizsga;  事件 dzsiken: baleset). Emiatt a kínai eredetű szavakból álló szóösszetételeknél csak nagyon ritkán fordul elő a rendaku.

## Szabályszerűségek

### Eredeti japán szavak esetében
A rendaku általában eredeti japán szavaknál (vago) fordul elő.
ひと + ひと → ひと-びと (人々) (ismétlés)
hito + hito → hitobito (személy + személy → emberek)
いけ (az  生ける (ikeru) igéből) + はな → いけばな
ike + hana → ikebana (életben tartani + virág → virágkompozíció)
とき + とき → とき-どき (時々) (ismétlés, reduplikáció)
toki + toki → tokidoki (idő + idő → néha, időnként)
て + かみ → て-がみ
te + kami → tegami (kéz + papír → levél)
おり + かみ → おり-がみ
ori + kami → origami (hajtogatni + papír → papírhajtogatás)
はな + ひ → はな-び
hana + hi → hanabi (virág + tűz → tűzijáték)
はな + ち → はなぢ
hana + csi → hanadzsi (orr + vér → orrvérzés)

### Kínai eredetű szavak esetében
A rendaku kínai eredetű (kango) szóösszetételek esetében ritkán fordul elő, mert a kínai szavak kezdődhetnek zöngés mássalhangzókkal is, ami félreértésre adhat okot. Az általános szabály az, hogy ha egy szóösszetételben mindkét tag kango eredetű és az onjomi olvasatot használja (ezeket a szavakat dzsukugonak [熟語] nevezik), akkor legtöbbször nem fordul elő rendaku.
A kango szavak legtöbbször akkor is megakadályozzák a rendakut, ha eredeti japán szó kapcsolódik hozzájuk a szóösszetételben. Ez leginkább akkor történik meg, ha a kango az onjomi olvasatot használja, a második tag pedig a kunjomi olvasatot.
布団 + 干し → 布団干し 
futon + hosi → futonhosi (futon + szárít → futon szárítása)
A fenti példában a futon onjomi olvasatú kango szó, a hosi viszont kunjomi olvasatú vago (japán) szó, emiatt a rendaku nem jön létre.
Ugyanakkor egyes ritka esetekben a kínai eredetű szóösszetételeknél is előfordulhat rendaku. Ennek legfőbb oka, hogy az összetétel második eleme vulgarizált, azaz mindennapos használatúvá válik, emiatt nyelvészeti szempontból úgy kezelik, mintha vago, vagyis eredeti japán szó lenne.
夫婦 + 喧嘩 → 夫婦喧嘩
fúfu + kenka  → fúfugenka (házaspár + veszekedés → házaspárok közti veszekedés)
A fenti példában a kenka (veszekedés) olyannyira közhasználatúvá vált, hogy felvette az eredeti japán szavakra jellemző rendakut és a szókezdő mássalhangzó az összetételben zöngésedik.
Fordított esetekben, azaz vago kezdetű és kango végű szavaknál is előfordul a rendaku, ha a kango gyakori használatúvá vált:
株式 + 会社 → 株式会社
kabusiki + kaisa → kabusikigaisa (részvény + cég → részvénytársaság)

### Egyéb külföldi jövevényszavak esetében
Gairaigo, azaz más nyelvekből (a kínain kívül) átvett jövevényszavak esetében a rendaku nagyon ritka. Az idegen nyelvekből átvett szavakat katakanával írják át, és mivel fonetikusan próbálják meg átadni az idegen írásmódot, a rendakura nem nagyon van lehetőség. Például:
アイス + コーヒー → アイスコーヒー
aiszu + kóhí → aiszukóhí (ice [jég] + coffee [kávé] → jegeskávé)

Ebben a példában a kóhí (kávé) nem változhat góhíra. Ez történik akkor is, amikor a katakanával leírt jövevényszó vago szóval alkot összetételt.
生 + ハム → 生ハム
nama + hamu → namahamu (feldolgozatlan + sonka → nyers sonka)
Léteznek azonban olyan garaigo szavak, főképp a portugálból és a hollandból átvéve, melyek annyira régen kerültek a japánba, hogy nem tekintendők idegen szavaknak, emiatt rendaku is előfordulhat az összetételeikben. Ezeket a jövevényszavakat nem is írják katakanával.
雨 + 合羽 → 雨合羽
ama + kappa → amagappa (eső + kabát → esőkabát)
Ebben a szóösszetételben a kappa a portugál capa szóból származik és olyan régi jövevényszó, hogy már nem tekintendő külföldinek.
A rendaku ritkán akkor is előfordulhat, ha a szóösszetétel első tagja a garaigo, a második pedig eredeti japán szó.
ビー + 玉 → ビー玉
bí + tama → bídama (üveg + golyó → üveggolyó)
Ebben a példában a bí a portugálból átvett bídoro (ビードロ, vitro, üveg) rövidítése, és rendakura kényszeríti a vago japán tama szót. Modern nyugati átvételeknél is előfordulhat rendaku:
ハート + 形 → ハート形
háto + kata → hátogata (heart [szív] + alak → szívalakú)

### Lyman törvénye
Benjamin Smith Lyman bányamérnök és amatőr nyelvész 1894-ben írta le az alábbi, rendakura vonatkozó szabályszerűséget, róla nevezték el, ám a jelenséget jóval korábban is felfedezték már, Kamo no Mabucsi (1765) és Motoori Norinaga (1767–1798) a 18. században egymástól függetlenül is azonosította. 
Lyman törvénye szerint a rendaku nem jön létre, ha a szóösszetétel második felében már van zöngés akadályhang.
jama + kado → Jamakado (山門), nem pedig *Jamagado (やまがど) (hegy + kapu →  földrajzi név)
hitori + tabi → hitoritabi (一人旅), nem pedig *hitoridabi (egy személy + utazás → egyedül utazás)
jama + kadzsi → jamakadzsi (山火事), nem pedig *jamagadzsi (hegy + tűz → hegyi tűzvész)
Ugyanakkor megjegyzendő, hogy a szonoránsok (m, n, r, v, j) nem akadályozzák meg a rendakut, mint az akadályhangok. Például az ao (kék) és a szame (cápa) szavak összetételekor a kékcápa jelentésű aozame (青鮫) szóban a cápa zöngésül. Kivételek ez alól a szabály alól is akadnak.

### További szabályszerűségek
A rendaku egyes esetekben a szintaxistól is függhet. Például a tóri (〜通り; Hepburn: tōri, ’út, szerint’) toldalék, mely a tóru (通る; Hepburn: tōru, ’haladni, menni’) igéből származik, -tóri (〜とおり; Hepburn: -tōri) alakot vesz fel névutós szerkezetekben, például: omotta-tóri (思った通り ; Hepburn: omotta-tōri, ’ahogy gondolta’). Ugyanakkor zöngés -dóri (〜どおり; Hepburn: -dōri) alakban fordul elő főnevek után: jotei-dóri (予定通り; Hepburn: yotei-dōri, ’terv szerint’), illetve amikor „út” jelentésben használatos: Muromacsi-dóri (室町通; Hepburn: Muromachi-dōri, ’Muromacsi út’).
Egyes szóösszetételek esetében az előtag hosszúsága is befolyásolhatja a rövidebb második tagnál a rendaku létrejöttét. A hon (本, ’könyv’) utótag például mindig zöngésedik, ha az előtag legalább három morás.
まんが + ほん → 漫画本
ma.n.ga + hon → mangabon (manga + könyv → képregény)
de
え + ほん → 絵本
e + hon → (kép + könyv → képeskönyv)
Ebben a példában a különbség pusztán az előtag hosszában rejlik.
Az összetétel típusa is befolyásolhatja a rendaku megjelenését. Az egyenrangú mellérendelő összetételek esetében nem valószínű a rendaku.
やま +かわ → 山川
jama + kava → jamakava (hegy + folyó → hegyek és folyók)
ellenben
やま +かわ → 山川
jama + kava → jamagava (hegy + folyó → hegyi folyó)
A szimmetrikus igei összetételekben sem jelentkezik rendaku:
よみ + かき → 読み書き
jomi + kaki → jomikaki (írás + olvasás → írás-olvasás, írni-olvasni)
A rendakut befolyásolhatja még például az összetétel elágazásának iránya is. A nuri-basi (塗り箸, ’lakkozott evőpálcika’) és hasi-bako (箸箱, ’evőpálcikatartó-doboz’) szavakban is van rendaku, azonban ha ezeket összevonják, a nuri-basi-bako, a lakkozott evőpálcikák tartódoboza esetében megmarad a rendaku, ha viszont a doboz lakkozott és nem a pálcikák, akkor nuri-hasibako lesz a kiejtés, miközben az írásjegyek (塗り箸箱) nem változnak.
Egyes személyneveknél nyelvjárásbeli különbségek is előfordulnak. A keleti nyelvjárásokban gyakoribb a rendaku:
高田 Takata → Takada
山崎 Jamaszaki → Jamazaki
中島 Nakasima → Nakadzsima
Más zöngésedések (vagy azok hiánya) esetében semmilyen törvényszerűséget nem sikerült eddig felfedezni. Nem tudni például, hogy miért van rendaku a kogicune (子ぎつね, ’kisróka’) szóban, és miért nincs a kohicudzsi (子羊, ’kisbárány’) szóban. Ugyanígy rejtély, hogy miért van zöngésedés a hiragana szóban és nincs a katakana esetében.

## Fordítás
- Ez a szócikk részben vagy egészben  a   rendaku című angol Wikipédia-szócikk fordításán alapul.  Az eredeti cikk szerkesztőit annak laptörténete sorolja fel. Ez a jelzés csupán a megfogalmazás eredetét és a szerzői jogokat jelzi, nem szolgál a cikkben szereplő információk forrásmegjelöléseként.